# جراحی دهان و فک و صورت

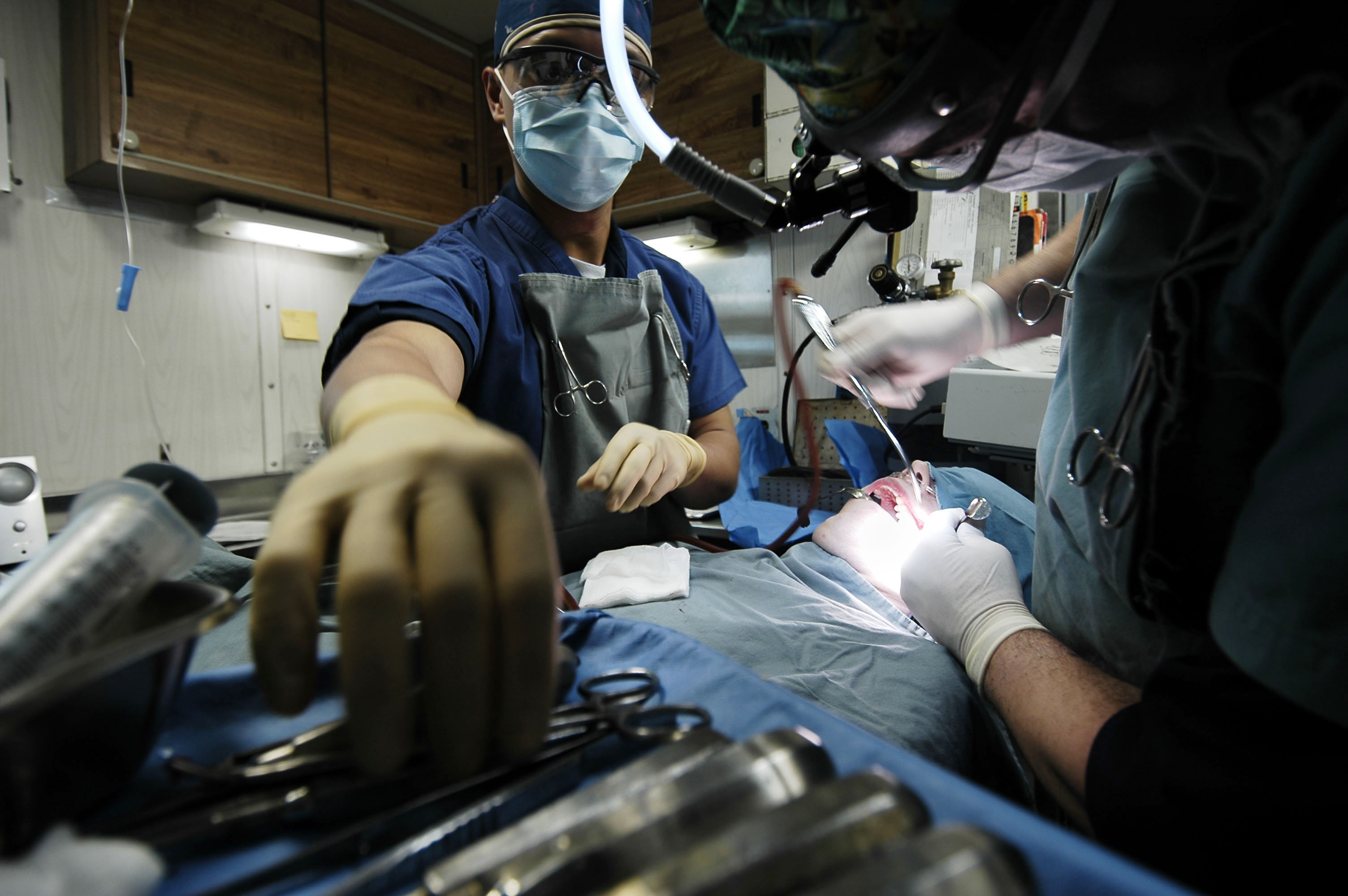
دو جراح در حال جراحی دهان.

جراحی دهان و فک و صورت جراحی‌ای است که طیف وسیعی از بیماری‌ها، صدمات و نقص‌های سر و صورت و فک و گردن و طاق جمجمه، چه بافت نرم و چه بافت سخت ناحیهٔ دهان و فک و صورت را اصلاح می‌کند. این رشته در جهان به عنوان یکی از تخصص‌های رشتهٔ پزشکی محسوب می‌شود ولی در ایالات متحده از تخصص‌های رشتهٔ دندان‌پزشکی است.
در ایران نیز از تخصص‌های دندانپزشکی است که پس از دوره عمومی ۵ سال طول دوره این تخصص می‌باشد. موارد آموزشی شامل جراحی‌های داخل دهانی کوچک (مینور)، جراحی اسیب‌های ترافیکی (تروما)، جراحی عفونت‌های فک و صورت، جراحی ترمیمی و زیبایی فک و صورت و جمجمه و گردن، جراحی تومورها و کیست‌های خوش و بدخیم فک و صورت و گردن، جراحی نواقص مادرزادی و اکتسابی مثل شکاف کام و لب یک طرفه و دو طرفه،جراحی زیبایی بینی، گوش،پلک، بوتاکس و لیفت صورت ، و جراحی‌هایی ک در ناحیه دهان، فک، صورت، جمجمه و گردن قابل انجام می‌باشد. جراحی پیوند صورت نیز به محوریت جراحان فک و صورت انجام می‌شود. چند فلوشیپ فوق تخصصی نیز دارد که شامل جراحی کنسر دهان فک و صورت، جراحی فک و صورت کودکان، جراحی تروما فک و صورت، جراحی جمجمه، فک و صورت و جراحی ترمیمی فک و صورت، می‌باشد.
برخی از مطالب و عناوین مرتبط با این رشته شامل اصول جراحی، جراحی دنتوآلوئولار، جراحی تروما، جراحی ارتوگناتیک، درد‌های صورتی و نوروپاتولوژی و نکروز استخوانی فک، بیماری‌های تمپورومندیبولار، عفونت‌های ادنتوژنیک، نکروز استخوانی فک مرتبط با بیس‌فسفونات‌ها، مباحث مربوط به بیوپسی و جراحی تومورها و کیست‌ها است.